# Chelsea Buckland
Chelsea May Buckland (* 20. Januar 1990 in Surrey, British Columbia, Kanada) ist eine kanadische Fußballspielerin.

## Karriere

### Vereine
Während ihres Studiums an der Oregon State University lief Buckland für das dortige Hochschulteam der OSU Beavers auf und spielte parallel dazu von 2008 bis 2009 für die W-League-Franchise der Vancouver Whitecaps Women. Im Jahr 2012 absolvierte sie ein weiteres Spiel für Vancouver in der W-League, fiel jedoch durch einen Anfang Juni im Training mit der Nationalmannschaft erlittenen Kreuzbandriss für den Rest der Saison aus und bestritt seither kein weiteres Pflichtspiel.

### Nationalmannschaft
Buckland debütierte am 15. Mai 2011 bei einem Freundschaftsspiel gegen die Schweiz in der Kanadischen Nationalmannschaft und nahm mit dieser unter anderem am Zypern-Cup 2012 teil. Vor der Fußball-Weltmeisterschaft 2011 und den Olympischen Sommerspielen 2012 stand sie jeweils im erweiterten kanadischen Aufgebot, nahm aber jeweils letztlich nicht am Turnier teil.